# کاخ پنا
کاخ پنا (پرتغالی: Palácio da Pena) یک قلعه از عصر رمانتیسم در سائو پدرو د پنافریم، در شهر سینترا، پرتغال است. این قلعه در بالای تپه در کوه سینترا در بالای شهر سینترا قرار گرفته‌است و در روز روشن می‌توان به راحتی از لیسبون و بسیاری از مناطق شهری آن را مشاهده کرد. این یک بنای ملی است و یکی از اصلیترین آثار به‌جای مانده از عصر رمانتیسم در قرن نوزدهم در جهان است. این کاخ یک میراث جهانی یونسکو و یکی از هفت عجایب پرتغال است. کاخ پنا همچنین برای مقاصد دولتی توسط رئیس‌جمهور پرتغال و سایر مقامات دولتی استفاده می‌شود.

## داخل کاخ

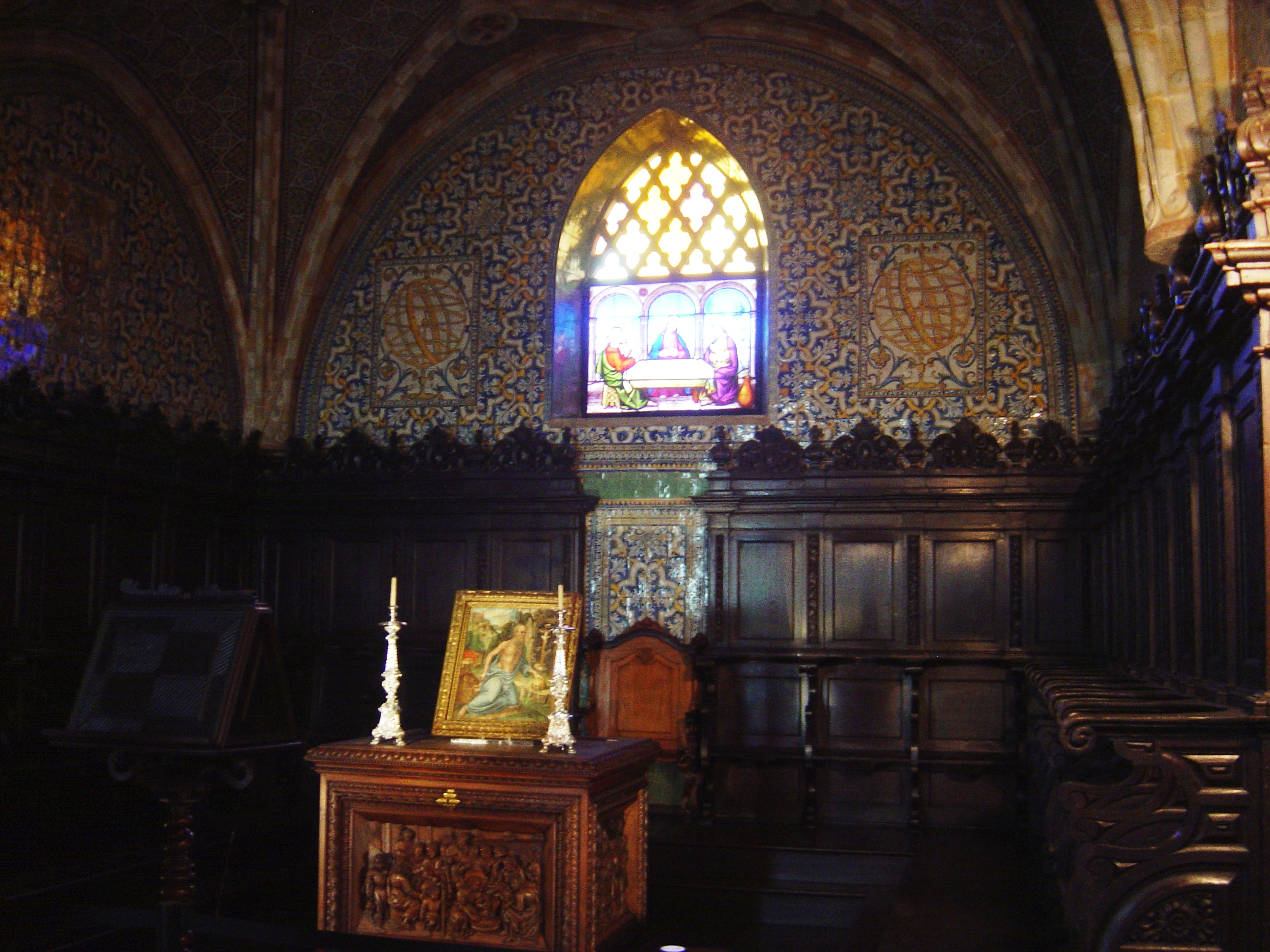
نمازخانه داخل کاخ
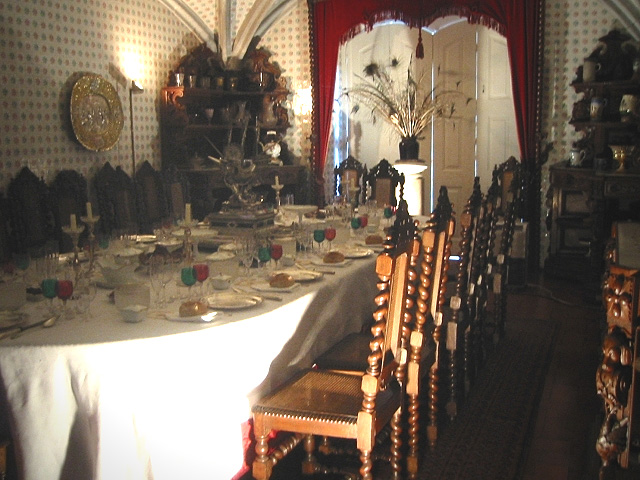
اتاق غذاخوری سلطنتی
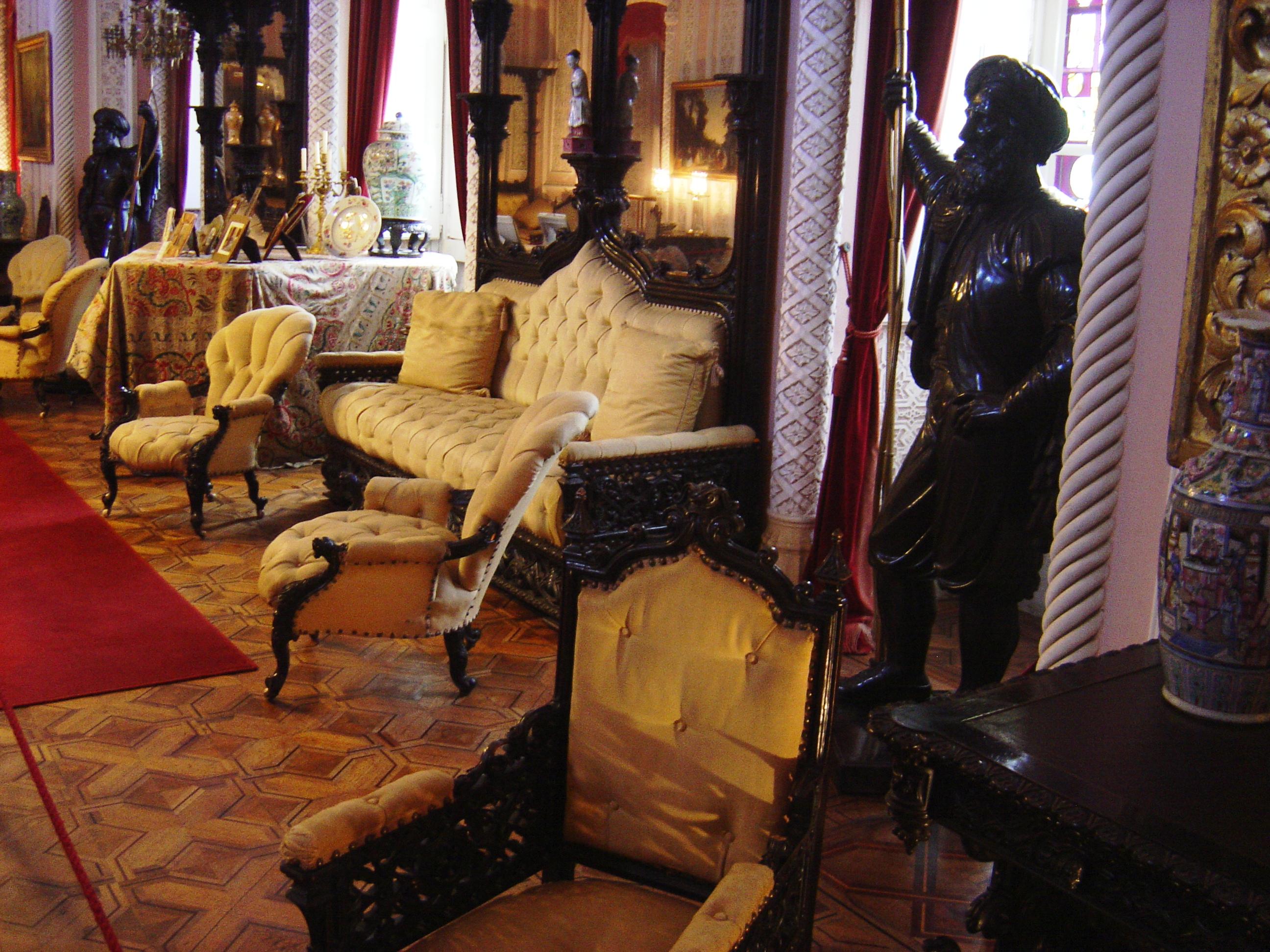
اتاق اشراف‌زادگان
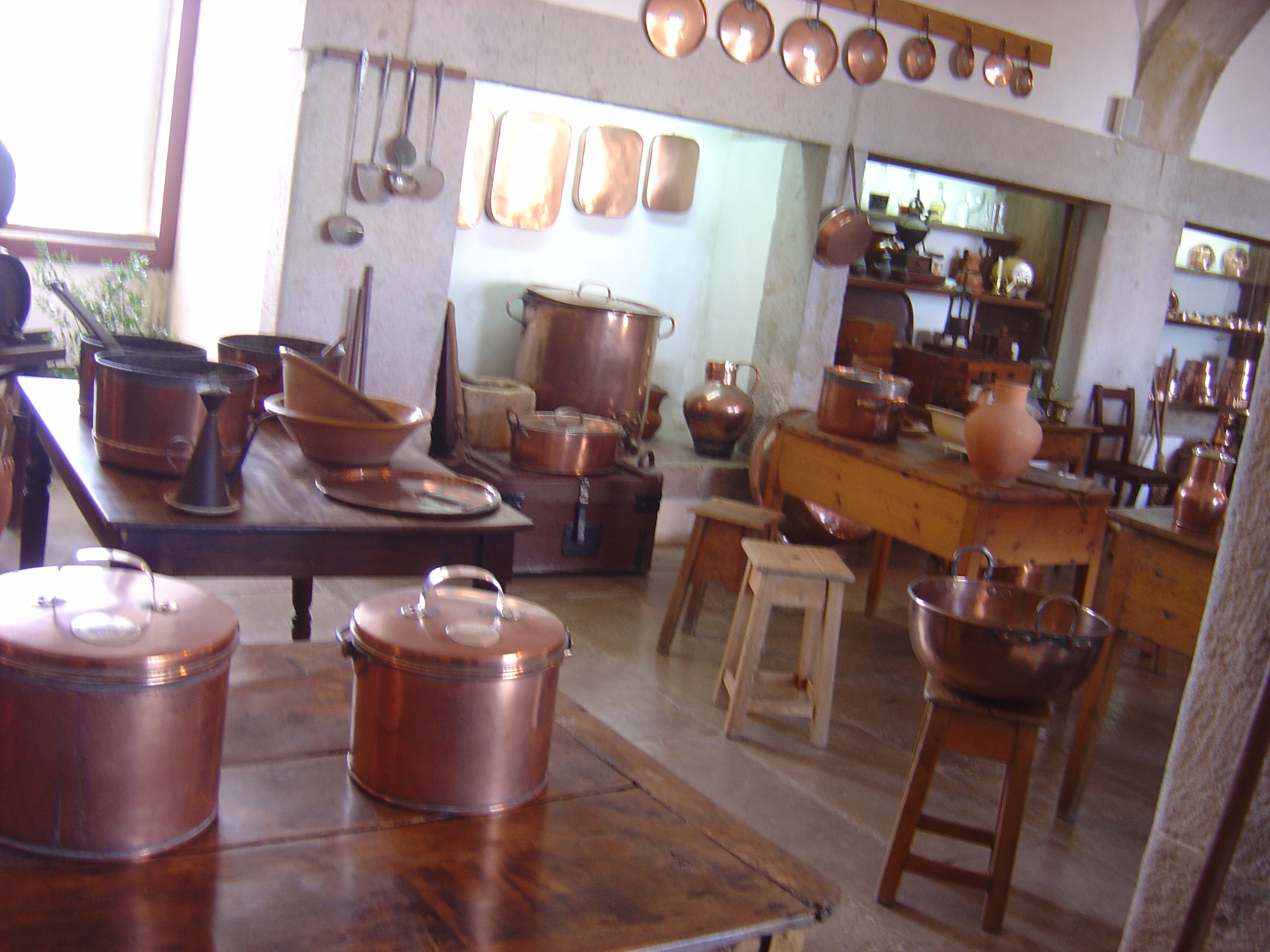
آشپزخانه

## بیرونی

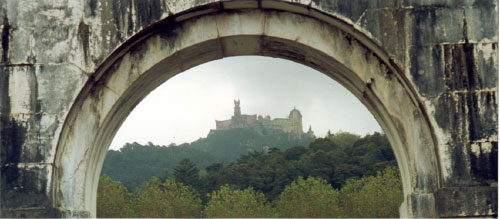
منظر قصر پنا از طریق قوس قصر سبطی
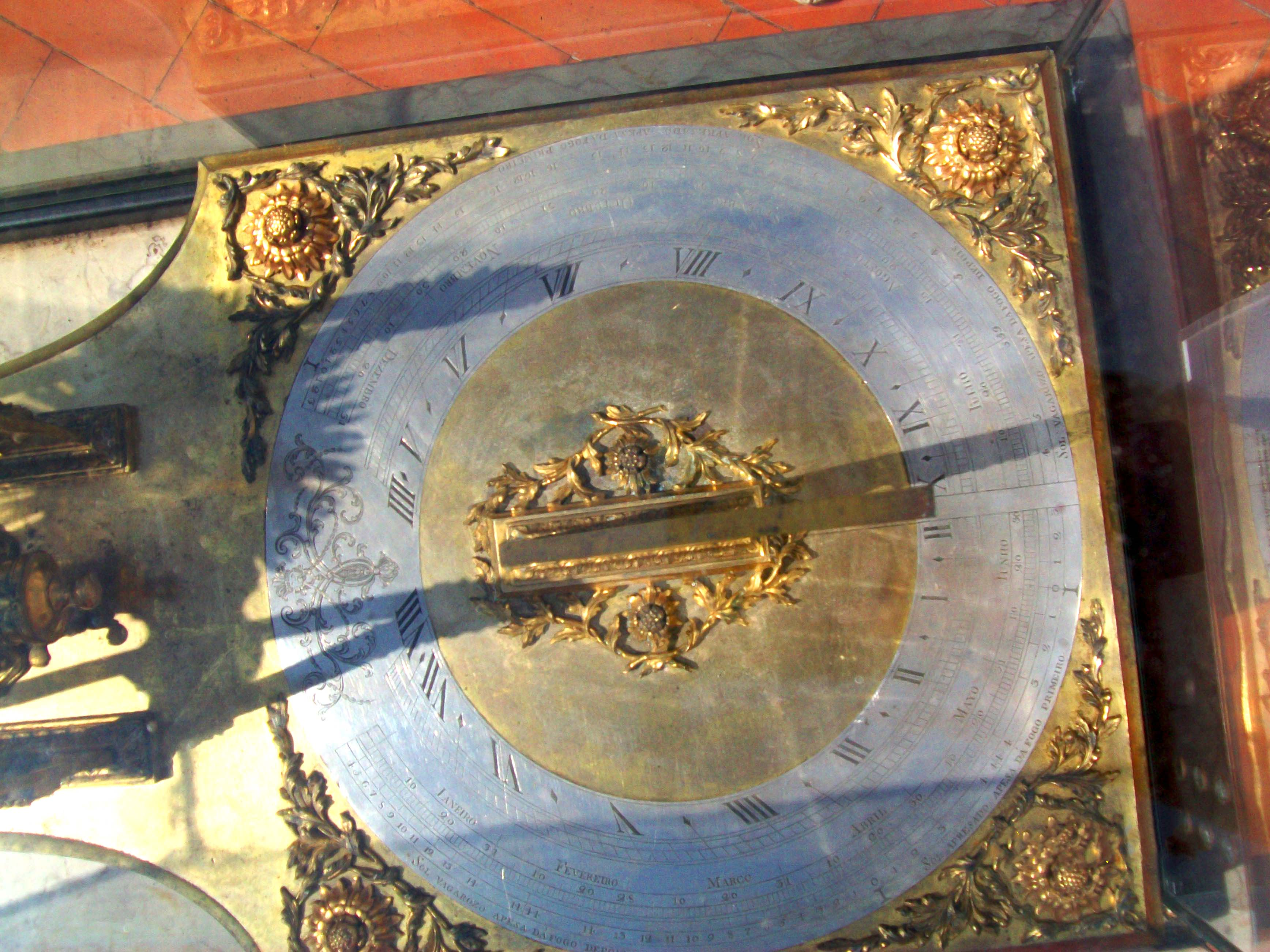
ساعت شاخص آفتاب توپ در تراس ملکه
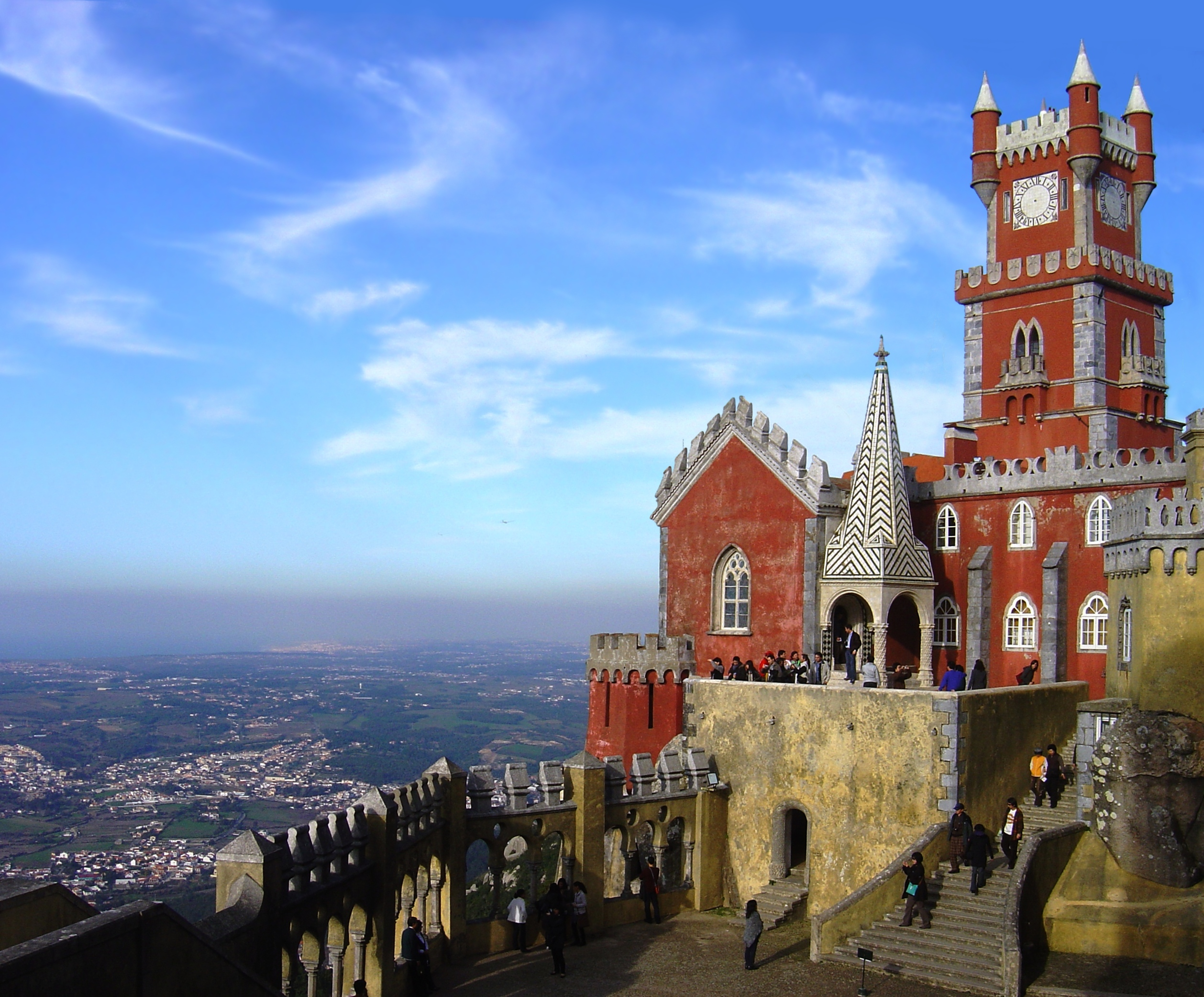
حیاط آرچس، کلیسا و برج ساعت
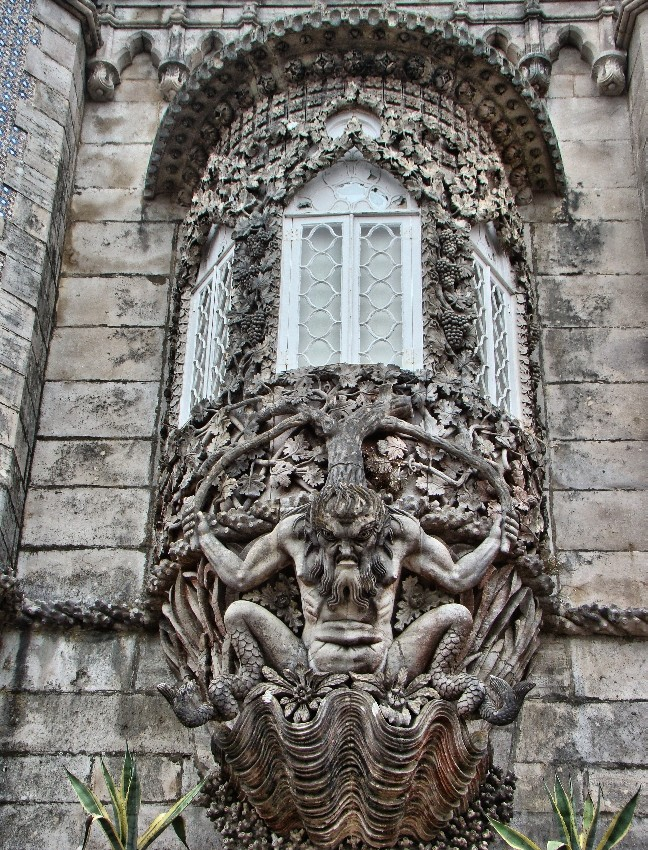
تصویر تریتون اسطوره ای، نماد تمثیلی از ایجاد جهان است
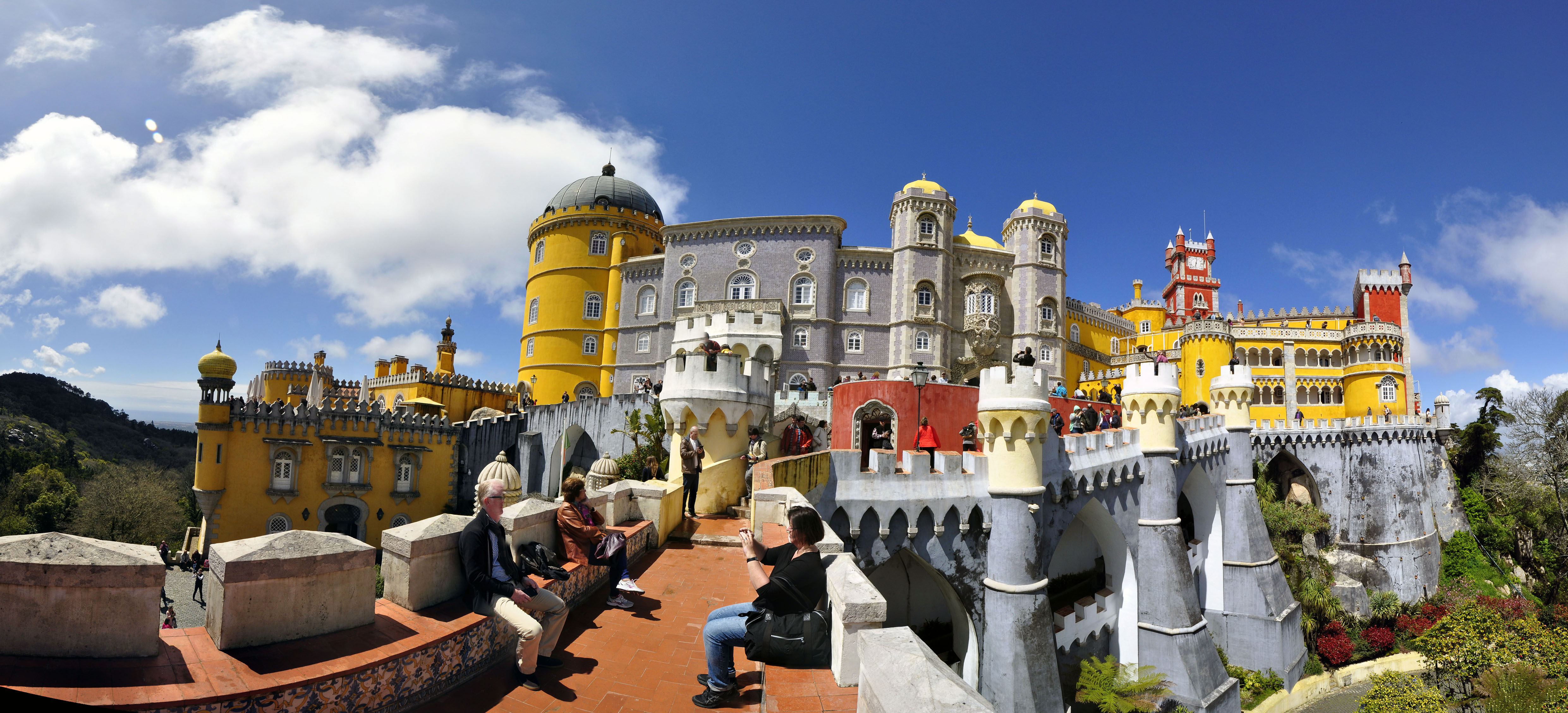
کاخ پنا در سینترا، پرتغال. پانورامیک از نزدیک به ساختمان.
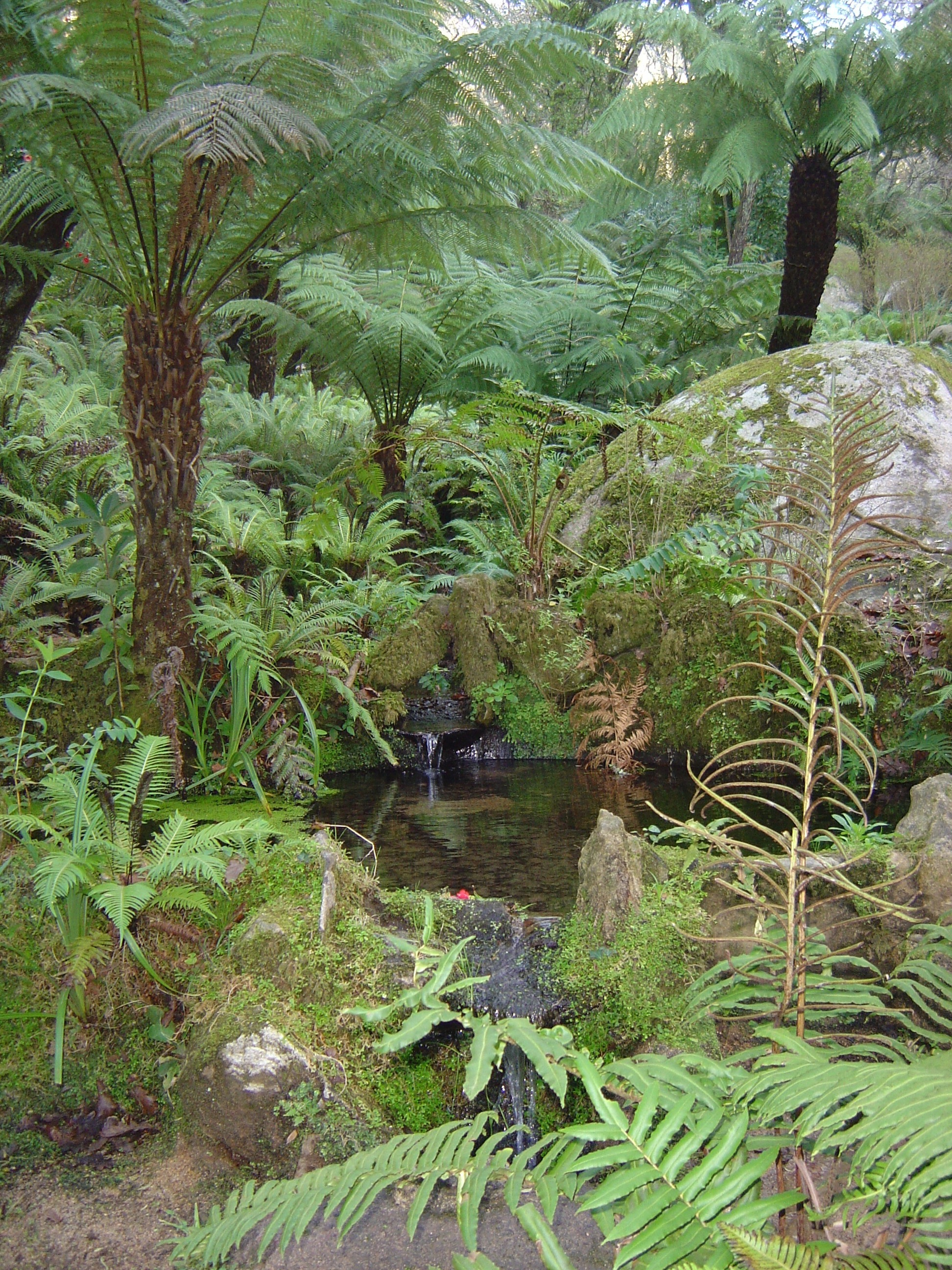
جریان نهر که از طریق باغ سرخسی ملکه جریان دارد